# Алькориса, Луис
Луи́с Алькори́са де ла Вега (исп. Luis Alcoriza de la Vega, 5 сентября 1918, Бадахос — 3 декабря 1992, Куэрнавака) — мексиканский кинорежиссёр, сценарист, актёр испанского происхождения. Лауреат ряда престижных премий.

## Биография
Из театральной семьи, после гражданской войны оказавшейся в эмиграции сначала в Северной Африке, позже — в Латинской Америке. Приехал в Мексику в 1940 году. Дебютировал как актёр театра, а потом кино (1941), c 1946 начал писать сценарии. В девяти фильмах сотрудничал как сценарист с Бунюэлем (в их числе — фильмы Забытые (1950), Зверь (1953), Он (1953), Смерть в этом саду (1956), Ангел-истребитель (1962)).

## Творчество
Первыми же поставленными фильмами выступил одним из лидеров обновления в мексиканском кино 1960—1970-х годов.

## Избранная фильмография
- 1961: Молодые люди / Los jóvenes (номинация на Золотого медведя Берлинского МКФ)
- 1962: Tlayucan (номинация на Оскар)
- 1964: Amor y sexo (Safo 1963), по роману Альфонса Доде)
- 1965: Гордые сыны Тараумары[исп.] (премия ФИПРЕССИ на Каннском МКФ)
- 1965: El Gángster
- 1970: Paraiso
- 1972: Mecánica nacional (премия Золотой Ариэль)
- 1974: Живые силы / Las fuerzas vivas
- 1975: Presagio (сценарий в соавторстве с Г. Гарсиа Маркесом; специальное упоминание на Сан-Себастьянском МКФ)
- 1987: Самое важное — это жить / Lo que importa es vivir (премия Гойя)
- 1988: День мёртвых / Día de muertos
- 1990: У кипариса длинная тень / La sombra del ciprés es alargada (по одноименному романа Мигеля Делибеса, копродукция с Испанией, фильм частично снимался в Испании)